# Benefit
Benefit — третий студийный альбом британской рок-группы Jethro Tull, выпущен 20 апреля 1970 в США и 1 мая 1970 в Великобритании.

## Об альбоме
Диск был записан в декабре 1969 года. В записи принимал участие новый член группы — клавишник Джон Ивэн. Альбом отличается сложностью аранжировки и монтажа, в частности, в композиции «With You There To Help Me» использовалась запись флейты, пущенная «задом наперед». По словам вокалиста группы Йэна Андерсона, этот альбом получился «жёстче и мрачнее» всего, что они делали ранее. После записи этого альбома продюсер Терри Эллис попросил Гленна Корника уйти из группы.
Benefit достиг третьего места в британских чартах.

## Список композиций
Автор всех композиций — Иэн Андерсон.

### Британская версия
Первая сторона
1. With You There To Help Me — 6:15
2. Nothing To Say — 5:10
3. Alive and Well and Living In — 2:43
4. Son — 2:48
5. For Michael Collins, Jeffrey And Me — 3:47

Вторая сторона
1. To Cry You A Song — 6:09
2. A Time For Everything? — 2:42
3. Inside — 3:38
4. Play In Time — 3:44
5. Sossity; You're A Woman — 4:31

### Американская версия
Первая сторона
1. With You There To Help Me — 6:15
2. Nothing To Say — 5:10
3. Inside — 3:46
4. Son — 2:48
5. For Michael Collins, Jeffrey And Me — 3:47

Вторая сторона
1. To Cry You A Song — 6:09
2. A Time For Everything? — 2:42
3. Teacher — 3:57
4. Play In Time — 3:44
5. Sossity; You're A Woman — 4:31

### Бонусные треки
В 2001 году вышел ремастер альбома «Benefit» с бонусными треками:
1. Singing All Day — 3:07
2. Witch's Promise — 3:52
3. Just Trying To Be — 1:37
4. Teacher (original UK mix) — 3:49

## Участники записи
- Йэн Андерсон — вокал, флейта, гитара
- Клайв Банкер — барабаны
- Гленн Корник — бас-гитара
- Мартин Барр — электрогитара
- Джон Ивэн — клавишные
- Ди Палмер — оркестровые аранжировки